# Coronamento

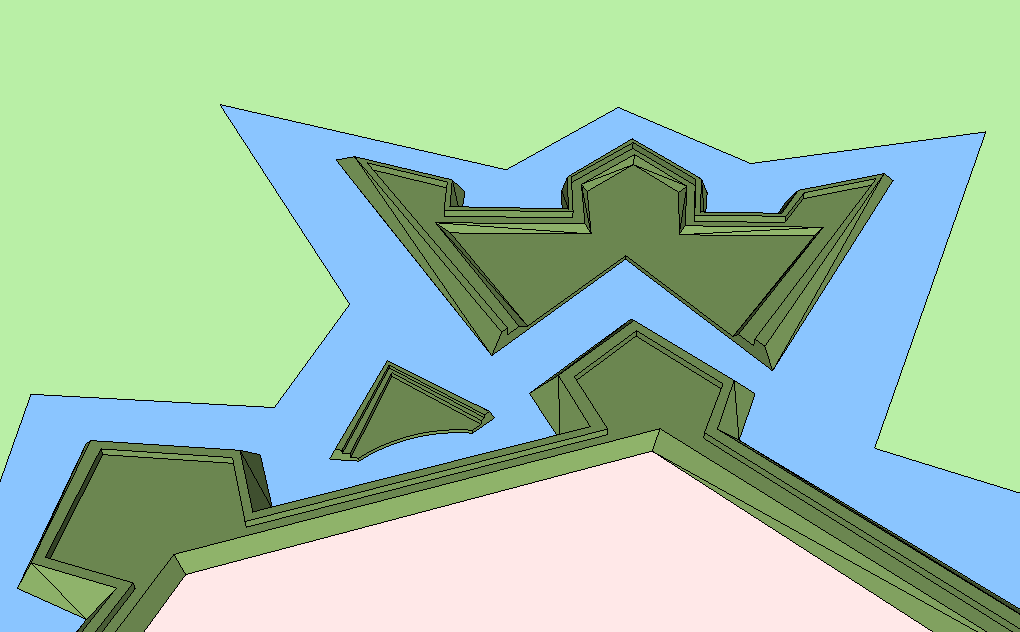
Un coronamento al di fuori di un bastione.

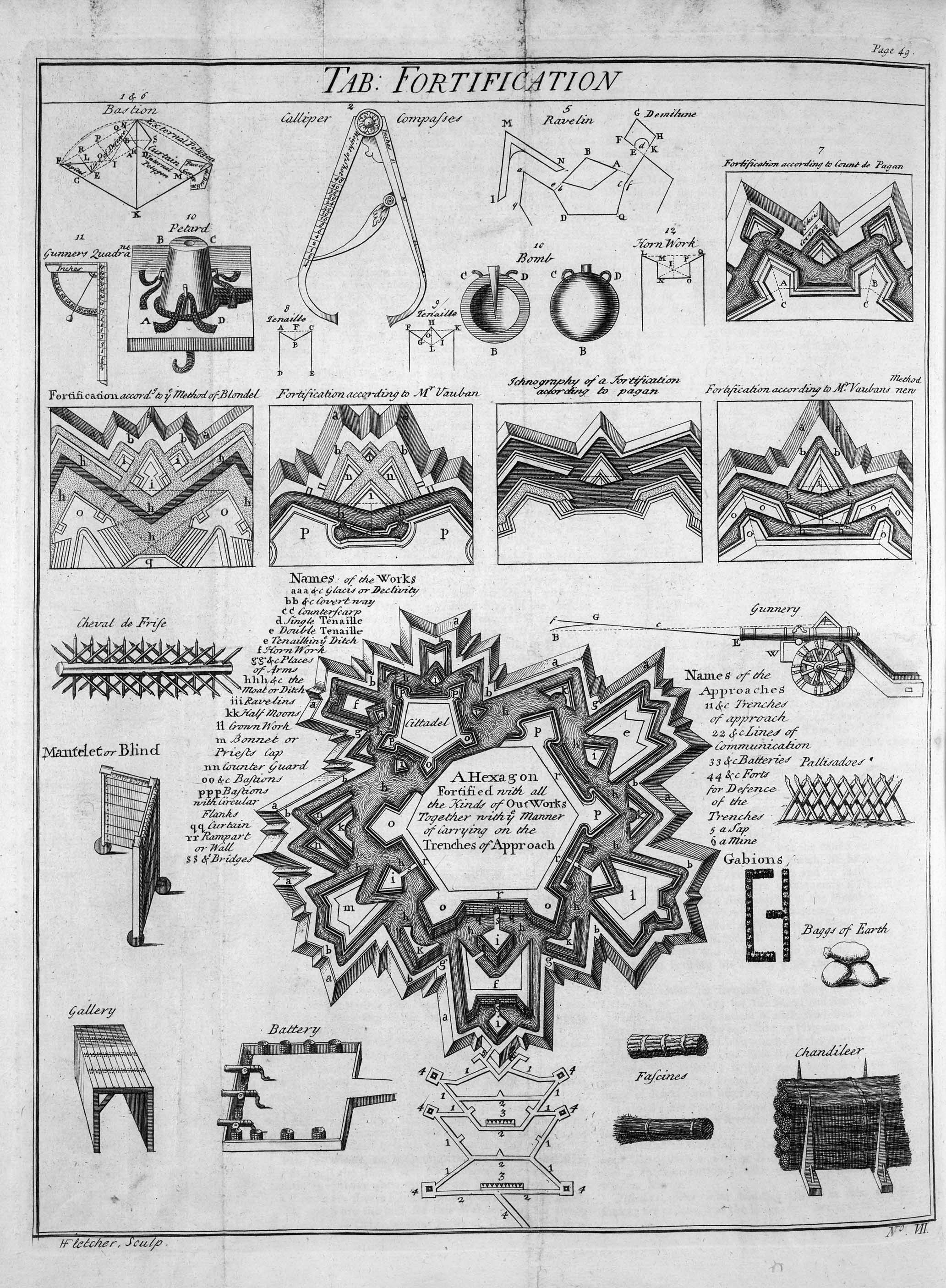
La lettera " l " identifica un "coronamento". Immagine tratta da Cyclopaedia.

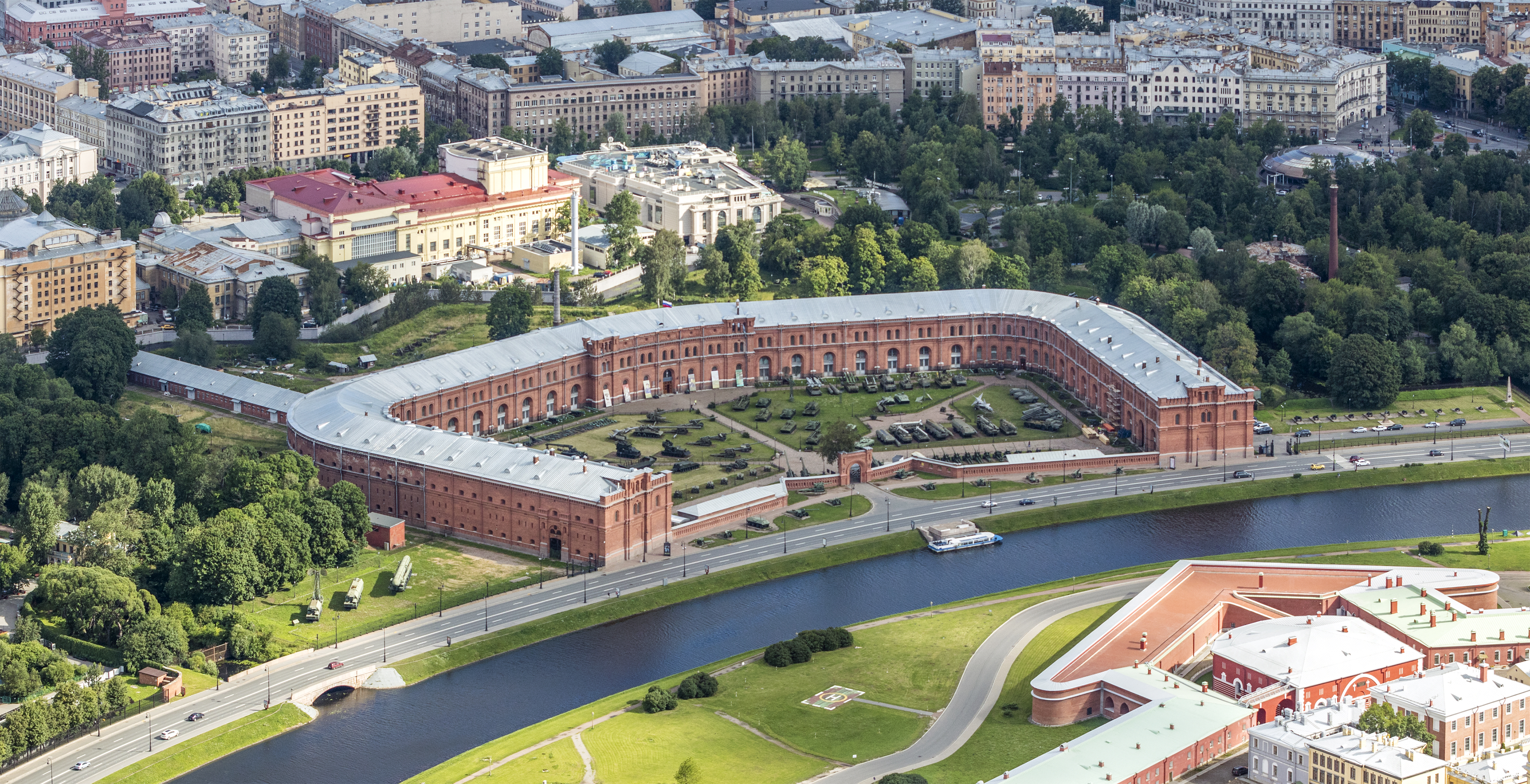
Veduta aerea sul Museo storico militare di artiglieria, del genio e del Corpo delle comunicazioni di San Pietroburgo, antica opera di coronamento della Fortezza di Pietro e Paolo.

Per coronamento, nelle opere architettoniche di fortificazione militare alla moderna, si intende il termine tecnico utilizzato per un tipo di cinturazione difensiva a forma appunto di corona, come estensione della fortificazione stessa.